# Кочегаров, Владимир Васильевич
Влади́мир Васи́льевич Кочега́ров (26 сентября 1939) — советский футболист, выступавший на позиции полузащитника, а также тренер и преподаватель.

## Биография
Владимир Кочегаров родился 26 сентября 1939 года в посёлке Турьинские рудники (ныне Краснотурьинск) Свердловской области.
Начинал карьеру в составе местной команды «Труд». с 1960 по 1965 годы выступал за свердловский «Уралмаш», забил 24 гола. В 1966 году стал игроком столичного ЦСКА, отыграл два матча в Высшей лиге страны, забил один гол. В этом же году переезжает в Запорожье, чтобы выступать за местный «Металлург». В составе этого клуба являлся в начале игроком, затем одним из тренеров.
В настоящее время продолжает жить в Запорожье, работает футбольным преподавателем в университете, а также тренирует команды областного значения.